# هروینن
هروینن (به هلندی: Herwijnen) یک منطقهٔ مسکونی در هلند است که در لینگه‌وال واقع شده‌است. هروینن ۲٬۵۰۰ نفر جمعیت دارد.